# تيس جيرفي
تيس جيرفي هي بحيرة متوسطة الحجم تقع في منطقة مستجمعات المياه الرئيسي فووكسي.حيث تقع في منطقة سافو الجنوبية في فنلندا.